# غلوبدة (حومة بم)
غلوبدة (بالفارسية: گلوپده) هي قرية تقع في إيران في منطقة مركزية ريفية. يقدر عدد سكانها بـ 277 نسمة بحسب إحصاء 2016.